# Víctor Rosario
Víctor Manuel Rosario Rivera (nacido el 26 de agosto de 1966 en Hato Mayor) es un ex infielder dominicano que jugó en las Grandes Ligas de Béisbol en 9 partidos con los Bravos de Atlanta. 
Rosario firmó por los Medias Rojas de Boston como amateur en 1983, y luego de pasar casi siete años en el sistema de ligas menores de los Expos de Montreal y los Phillies de Filadelfia, fue adquirido por los Bravos con quienes debutó el 6 de septiembre de 1990 desempeñándose como campocorto, segunda base y corredor emergente. Terminmó con promedio de bateo de .143, 1 hit, 3 carreras anotadas, se ponchó 1 vez y recibió 1 base por bola en 7 turnos al bate.